# لويس فرناندو سواريز
لويس فرناندو سواريز غوزمان (Luis Fernando Suárez Guzmán) (و. 23 ديسمبر 1959)، هو مدرب كرة قدم كولومبي.

## وصلات خارجية
- لويس فرناندو سواريز على موقع قاعدة بيانات كرة القدم.إي يو (الإنجليزية)
- لويس فرناندو سواريز على موقع ناشيونال فوتبول تيمز (الإنجليزية)
- لويس فرناندو سواريز على موقع عالم كرة القدم.نت (الإنجليزية)
- لويس فرناندو سواريز على موقع أوليمبيديا (الإنجليزية)

1. ↑  "معلومات عن لويس فرناندو سواريز على موقع worldfootball.net". worldfootball.net. مؤرشف من الأصل في 2019-04-26.
2. ↑  "معلومات عن لويس فرناندو سواريز على موقع footballdatabase.eu". footballdatabase.eu. مؤرشف من الأصل في 2019-09-02.